# 海恩斯多弗格伦德
海恩斯多弗格伦德（德語：Heinsdorfergrund，發音：[ˈhaɪnsdɔʁfɐˌɡʁʊnt] ⓘ）是德国萨克森州福格特兰县的市镇，面积21.86平方千米，2023年12月31日人口为1,939人。